# Moreiras
Moreiras é uma povoação portuguesa sede da Freguesia de Moreiras do Município de Chaves, freguesia com 9,23 km² de área e 216 habitantes (censo de 2021), tendo, por isso, uma densidade populacional de 23,4 hab./km².

## Demografia
A população registada nos censos foi:
| Distribuição da População por Grupos Etários | Distribuição da População por Grupos Etários | Distribuição da População por Grupos Etários | Distribuição da População por Grupos Etários | Distribuição da População por Grupos Etários |
| -------------------------------------------- | -------------------------------------------- | -------------------------------------------- | -------------------------------------------- | -------------------------------------------- |
| Ano                                          | 0-14 Anos                                    | 15-24 Anos                                   | 25-64 Anos                                   | > 65 Anos                                    |
| 2001                                         | 34                                           | 39                                           | 146                                          | 89                                           |
| 2011                                         | 39                                           | 17                                           | 129                                          | 88                                           |
| 2021                                         | 19                                           | 24                                           | 87                                           | 86                                           |